# Robert Preußler

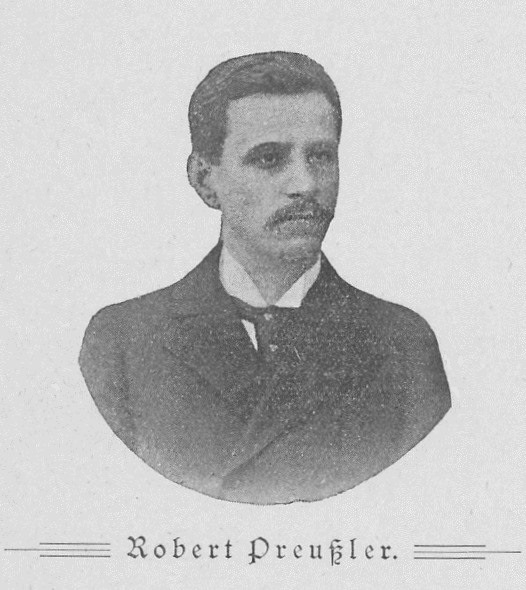
Robert Preußler

Robert Preußler (Pseudonym Robert von der Iser) (* 26. August 1866 in Antoniwald bei Gablonz; † 16. Februar 1942 in Salzburg) war ein österreichischer Politiker der SDAP und Journalist. Zudem war er Abgeordneter des Salzburger Landtags, Präsident der Provisorischen Landesversammlung, Mitglied der Konstituierenden Nationalversammlung und des Bundesrates in Österreich sowie Mitbegründer der Salzburger Festspiele.

## Ausbildung und Beruf
Robert Preußler wurde als Sohn eines Glashändlers geboren, der Arbeiterbildungsvereine und andere Volksbildungseinrichtungen gegründet hatte. Nach der Glasbläserlehre erwarb er den Abschluss der gewerblichen Fortbildungsschule und arbeitete danach als Glasbläser.
Im Alter von 18 Jahren gab er Unterricht im nordböhmischen Arbeiter-Bildungsverein und gab ein Mitteilungsblatt heraus. 1885 wurde er aus politischen Gründen wegen Hochverrates und Geheimbündelei angeklagt und verbrachte ein Jahr in Prag im Gefängnis. 1890 gründete er nach einer Aufruhr unter den Glasbläsern des Isergebirges den ersten Verband der Glasarbeiter sowie die Zeitung „Die Glasarbeiter“, die jedoch bereits 1891 verboten wurde. Im selben Jahr wurde Preußler Redakteur der Zeitung „Solidarität“ in Reichenberg; zwischen 1898 und 1905 war er Mitherausgeber und Mitautor des „Rübezahl“, einer Monatszeitschrift für Volkshumor, Mundart und Heimatkunde, die nach dem Berggeist des Riesengebirges benannt war.
Auf Initiative von Viktor Adler schrieb er für die Arbeiter-Zeitung, ging 1901 nach Wien, wo er für gewerkschaftliche Fachblätter schrieb und zog 1903 nach Salzburg. Dort arbeitete er ab 1904 als Parteisekretär der Salzburger sozialdemokratischen Arbeiterorganisation. Daneben war er von 1904 bis 1907 Redakteur und von 1904 bis 1934 Herausgeber der „Salzburger Wacht. Organ für das gesamte werktätige Volk“.

## Politik und Funktionen
Robert Preußler wurde 1903 am niederösterreichischen Gewerkschaftskongress zum Landesvertrauensmann für Niederösterreich gewählt. Bereits kurz danach übernahm er im Jahr 1904 das Amt des Landesparteivorsitzenden der Sozialdemokratischen Partei in Salzburg, wobei er diese Funktion bis zum Verbot der Partei im Jahre 1934 innehatte. 1904 gründete er den ersten Arbeiter-Konsumverein und erweiterte die "Salzburger Wacht" von einer Wochenzeitung zu einer Tageszeitung. Er setzte sich in der Volksbildung im kulturellen Bereich ein, war Mitbegründer der Salzburger Festspiele, Kunstmäzen und Lyriker.
Am 16. September 1909 wurde Preußler erster sozialdemokratischer Landtagsabgeordneter im Salzburger Landtag, gehörte diesem bis 1918 an und war 1914 erster sozialdemokratischer Gemeinderat. Am 3. November 1918, nach dem Ende der Monarchie Österreich-Ungarn wurde er Mitglied der provisorischen Landesversammlung, wobei er in der Sitzung am 7. November 1918 gemeinsam mit Alois Winkler und Max Ott zu Präsidenten der provisorischen Landesversammlung gewählt wurde. Die drei Präsidenten der Landesversammlung waren zunächst gleichberechtigt und führten sowohl die provisorische Landesversammlung als auch die Salzburger Landesregierung. Nach dem Gesetz vom 14. November 1918, das die Übernahme der Staatsgewalt in den Ländern betraf, musste die Bezeichnung „Landespräsident“ durch die Bezeichnung „Landeshauptmann“ ersetzt werden. Außerdem wurden Landeshauptmann-Stellvertreter eingeführt und die zuvor gleichberechtigte Stellung der Landespräsidenten entfiel. In der Folge wurden am 29. November 1918 ein Landeshauptmann und drei Stellvertreter gewählt, wobei Robert Preußler in das Amt des Landeshauptmann-Stellvertreters gewählt wurde. Gemeinsam mit dem Landeshauptmann, zwei weiteren Stellvertretern und den sechs Landesräten bildete er die Landesregierung Winkler und führte gemeinsam mit dem Landeshauptmann und den weiteren Stellvertretern den Vorsitz im Salzburger Landtag. 
Dem Salzburger Landtag gehörte Robert Preußler bis zum 16. Februar 1934 an und war bis zu diesem Tag als Landeshauptmann-Stellvertreter Mitglied der Landesregierungen. Von 1914 bis 1920 war er als erster sozialdemokratischer Gemeinderat der Stadt Salzburg vom 4. März 1919 bis zum 21. Mai 1919 Mitglied der konstituierenden Nationalversammlung. Vom 1. Dezember 1920 bis zum 27. Mai 1932 vertrat er die Sozialdemokratische Partei im Österreichischen Bundesrat. 
Während des Februaraufstandes 1934 gegen die Regierung von Engelbert Dollfuß wurde Robert Preußler aus politischen Gründen verhaftet und verlor dadurch seine politischen Ämter. 1962 wurde in Salzburg eine Straße nach ihm benannt. Sie befindet sich in der Alpensiedlung im Stadtteil Salzburg-Süd.

## Publikationen
- Aus stillen Stunden. Gedichte und Lieder von Hermann Preußler. Verlag des Rübezahl, Friedland in Böhmen (ca. 1890).
- Solidarität. Organ für die Interessen der gesammten Arbeiter der Glas-, Porzellan- und Thonwaaren-Industrie. Redaktion: Robert Preußler. Appelt, Reichenberg 1891 ff.
- Mai-Glocken. Festschrift zur Erinnerung an den 1. Mai 1892. Red, Robert Preußler. Verlag der Solidarität, Gablonz a. N. 1892.
- Friedrich Engels todt! In: Arbeiterińnen-Zeitung. Sozialdemokratisches Organ für Frauen und Mädchen. Wien, Nr. 16 vom 15. August 1895.[1]
- Zum Todestage von Friedrich Engels. In: Die Gewerkschaft. Korrespondenzorgan der gewerblichen Arbeitervereine Oesterreichs. Wien. Nr. 8 vom 15. August 1895.[2]
- Thätigkeitsbericht der Gewerkschafts-Kommission Oesterreichs für 1894 bis 1896 und Protokoll des II. österreichischen Gewerkschaftskongresses abgehalten vom 25. bis 29. Dez. 1896. Wien 1897 (gemeinsam mit Anton Hueber)
- Bericht an den Internationalen Glasarbeiter-Congreß 1898 in Berlin über die Lohn- und Arbeitsverhältnisse und über die Organisation der Glasarbeiter Oesterreichs erstattet vom Delegierten der Union. Bergmann, Wien 1898.
- Franz Grundmann, Robert Preußer: Aus'm alen Testamente. Wie's Schleifer-Seff d'rzählt Geschichten und Schnurren. Verlag des Rübezahl, Friedland in Böhmen 1902.